# Sterling (Michigan)
Sterling je vesnice v okrese Arenac County ve státě Michigan ve Spojených státech amerických. K roku 2010 zde žilo 530 obyvatel. S celkovou rozlohou 2,54 km² byla hustota zalidnění 208,66 obyvatel na km².